# Robert Franck
Robert Franck (* 16. Juli 1857 in Enzweihingen; † 26. Januar 1939 in Ludwigsburg) war ein deutscher Industrieller.

## Leben
Robert Franck war ein Sohn des Ehepaares Wilhelm und Lisette Franck; sein Großvater Johann Heinrich Franck hatte eine Zichorienkaffeefabrik gegründet, die unter dem Namen Heinrich Franck Söhne GmbH bekannt wurde. Daher trug Robert Franck unter seinen Schulkameraden den Spitznamen Karo, eine Abkürzung für Kaffee-Robert, die später als Markenname Caro-Kaffee wieder auflebte.
Franck wuchs in Rietertal auf, wo sein Vater in einer Darre arbeitete. In seiner Kindheit war das Familienunternehmen noch im Torbäckerhaus in Vaihingen ansässig, kurz vor seinem Tod 1867 bestimmte der Großvater noch die Verlegung nach Ludwigsburg, wo ab 1868 die Franckschen Fabrikbauten gegenüber dem Bahnhof errichtet wurden. Robert Franck besuchte die Volksschule in Enzweihingen und die Lateinschule in Vaihingen an der Enz. Seinen Schulabschluss erlangte er an der Oberrealschule in Ludwigsburg. Ab 1877 arbeitete er im familiären Betrieb. 1887 heiratete er Martha Seeger, die aus einer Murrhardter Familie stammte. Ihr Vater war der Generalarzt Albert von Seeger. Aus der Verbindung gingen zwei Töchter und zwei Söhne hervor. 

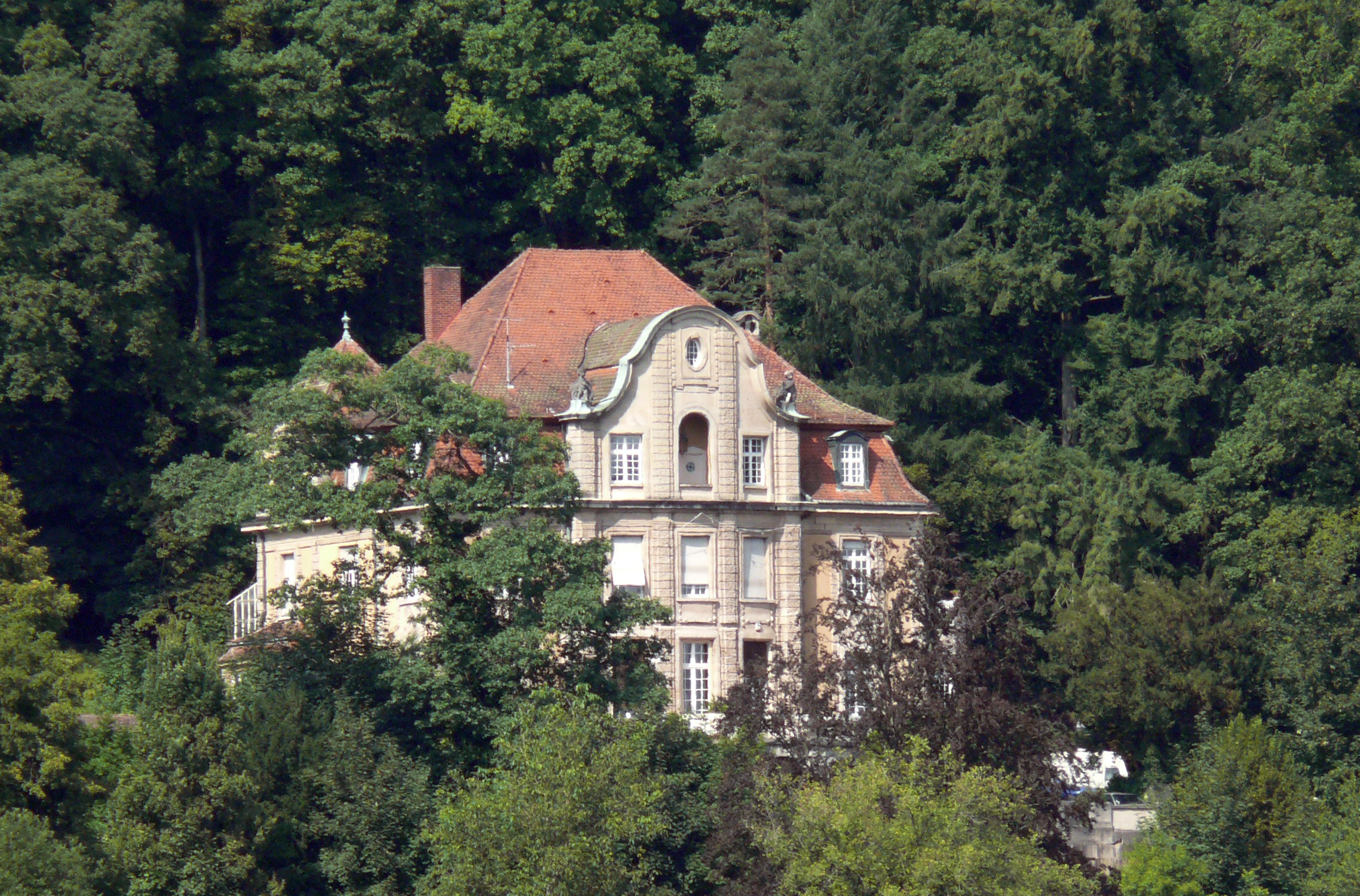
Villa Franck in Murrhardt

Robert Franck wurde im Jahr 1916 Geheimer Kommerzienrat. Das Ehepaar Franck spendete unter anderem für den Bau des Krankenhauses und der Stadthalle in Murrhardt erhebliche Summen. Robert Franck wurde Ehrenbürger von Murrhardt, Vaihingen und Ludwigsburg. Anlässlich seines 50. Geburtstags bezog er die 300.000 Goldmark teure Villa Franck in Murrhardt, die er auf einem 1897 gekauften Anwesen namens Hohenstein hatte errichten lassen. Das Jugendstilensemble steht mittlerweile unter Denkmalschutz. Franck hatte es mit einer monumentalen Freitreppe, einer Wandelhalle, einem Pavillon, einem Liebestempelchen, einer Brunnenterrasse und einer Schauruine ausstatten lassen. Im Park gab es Brückenanlagen und einen Tennisplatz. Die 42-Zimmer-Villa wurde 2001 von dem Musiker Patrick Siben übernommen, der sie als Café und Veranstaltungsort nutzte, sich allerdings 2013 angesichts der finanziellen Lasten, die mit diesem Projekt verbunden waren, nahezu überfordert sah. Seit Dezember 2023 wird die Villa zum Verkauf angeboten.
In Ludwigsburg ist eine Schule nach Robert Franck benannt; auf dem dortigen Friedhof befindet sich auch das Familiengrab.

## Ehrungen
- Robert-Franck-Straße in Murrhardt
- Robert-Franck-Allee in Ludwigsburg